# Марчелло Баччареллі
Марчелло Баччареллі (пол. Marcello Bacciarelli, 16 лютого 1731 — 5 січня 1818) — придворний художник польського короля доби пізнього бароко і раннього класицизму, італієць за походженням. Портретист. Малював також картини з історії Польщі, декоративні твори для палаців (плафони для Королівського замку в Варшаві). Масон.

## Біографія
Народився в Італії.
Навчався у Римі у Марко Бенефіаля (Marco Benefial). В 1750 р. його викликали в Дрезден, Саксонія, де узяли на службу до обраного королем Польщі Августа III. Після смерті короля переїхав до Відня, де для імператриці Марії Терезії виконав портрети родини. Потім з 1756 року оселився у Варшаві. Від 1766 року придворний художник польського короля Станіслава II Августа IV Понятовського. З 1768 р. отримав польське дворянство з власним гербом. Як генеральний директор піклувався палацами короля та його колекціями з мистецтва.
Був членом масонської ложі.
У столиці Польщі зустрів художника-італійця Бернардо Беллотто (засновник Академії мистецтв у Варшаві), який працював у Дрездені, Відні і Варшаві.
Якісь його роботи перебували наприкінці XIX століття у палаці в с. Тартаків.
Мав учнів; зокрема, Едвард Раставецький називав його учнем Петрановича (але не вказував імені), поляків, серед яких Александер Кучарский, Казімеж Войняковський.
Помер у Варшаві. Похований у катедральній базиліці св. Яна Варшави.

## Головні твори
- плафони для Великої зали, Мармурової та Аудієнц-зали Королівського замку в Варшаві
- «коронаційний портрет короля Станіслава Августа Понятовського» у повний зріст
- профільний портрет-погруддя Станіслава Августа Понятовського
- «портрет Ізабелли Понятовської», сестри короля Станіслава Августа
- портрет принцеси Курляндської Ганни Шарлоти Доротеї Бірон
- портрет другої дружини маршалка Павла Карла Сангушка Барбари з Дунінів Сангушкової
- портрет Яна Клеменса Браницького
- «портрет Людвіга Шимона Гутаковського» (погруддя)
- алегорична композиція «муза Калліопа»
- «воєвода Радзіміньський» з Гнезно (Львівська галерея мистецтв, Україна)
- «автопортрет» (Національний музей (Варшава))

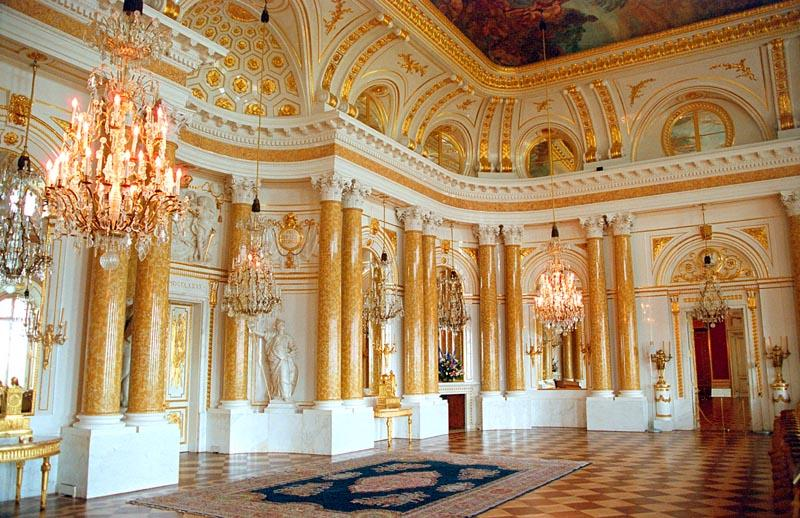
Велика зала Королівського замку Варшави
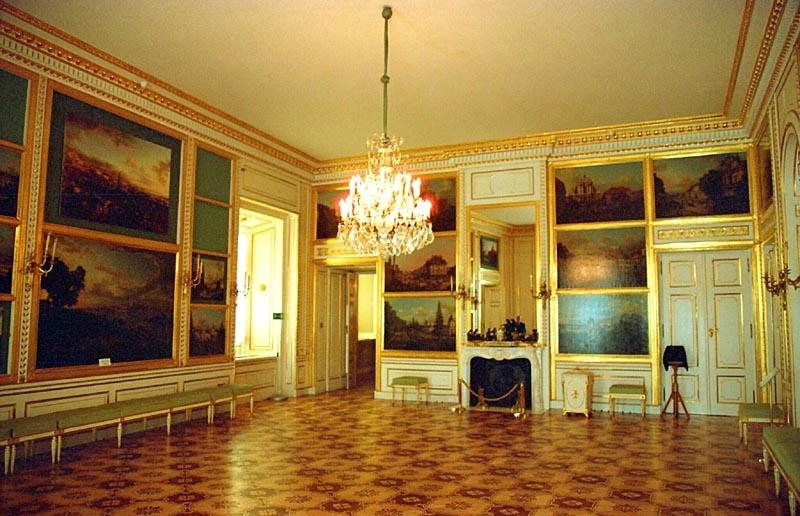
Зала з картинами Каналетто-Беллотто
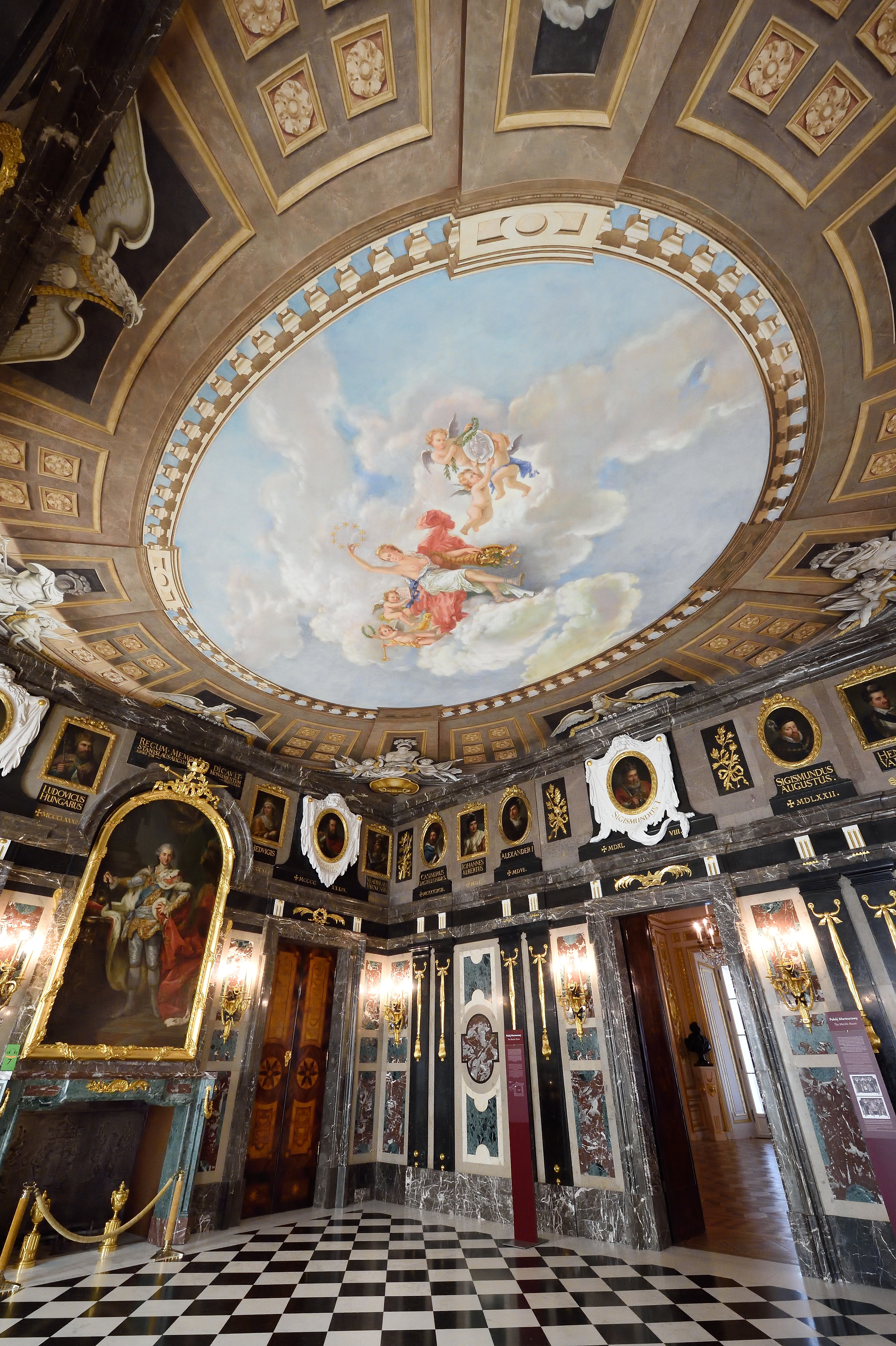
Мармурова зала
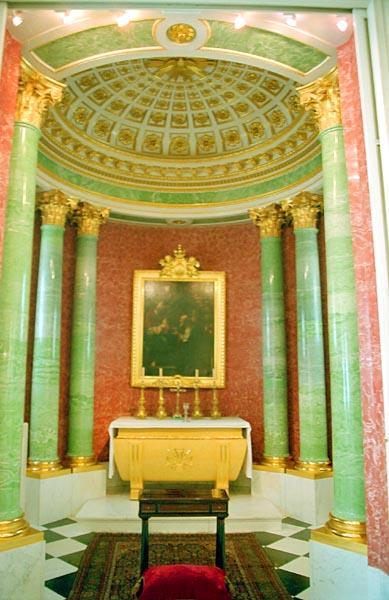
Мала капличка замку
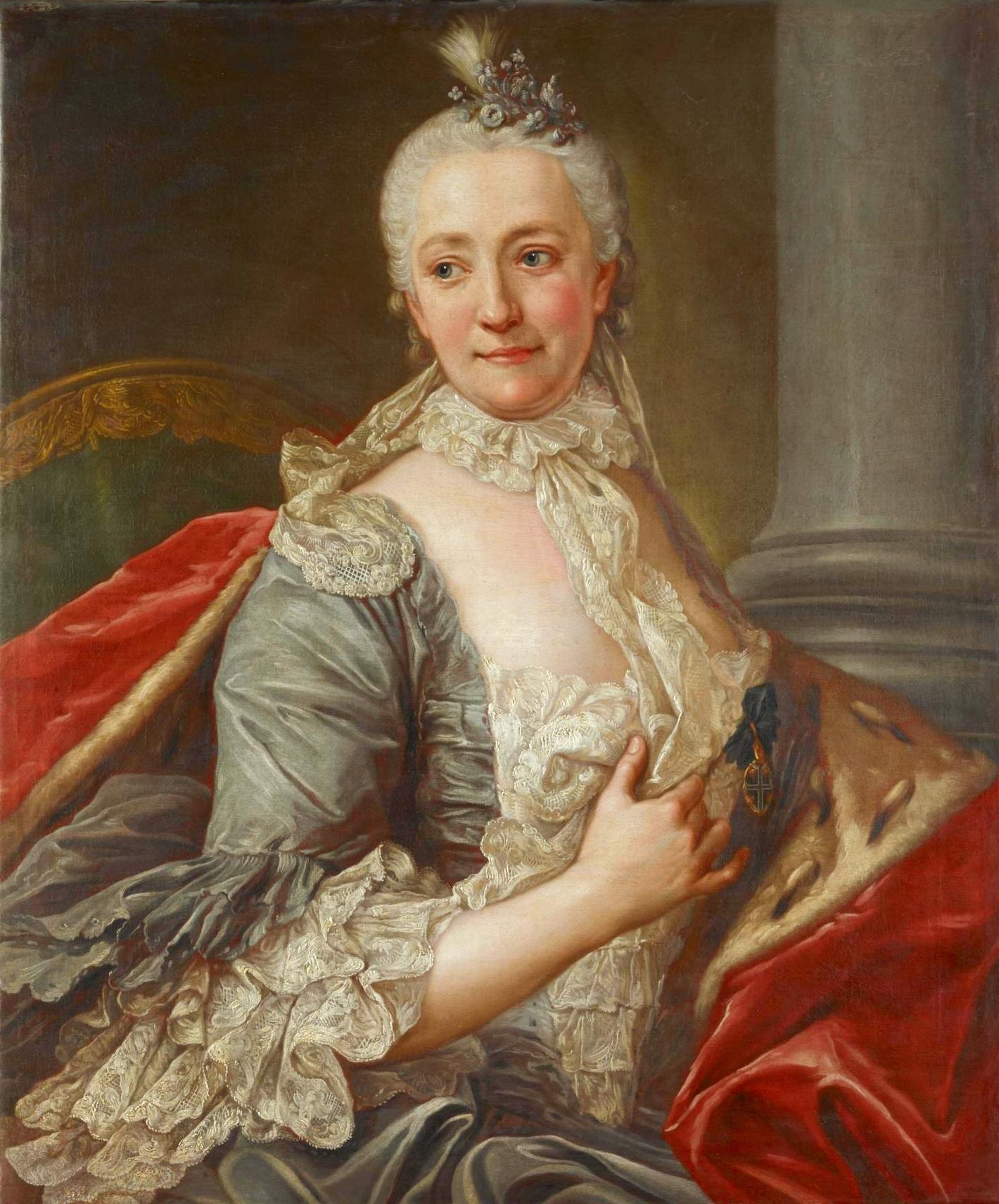
Барбара Санґушкова. 1757 рік
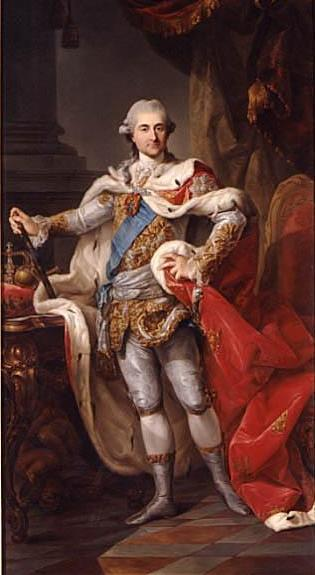
Станіслав Август Понятовський (1732—1798), коронаційний портрет
- Принцеса Курляндська Ганна Доротея Бірон
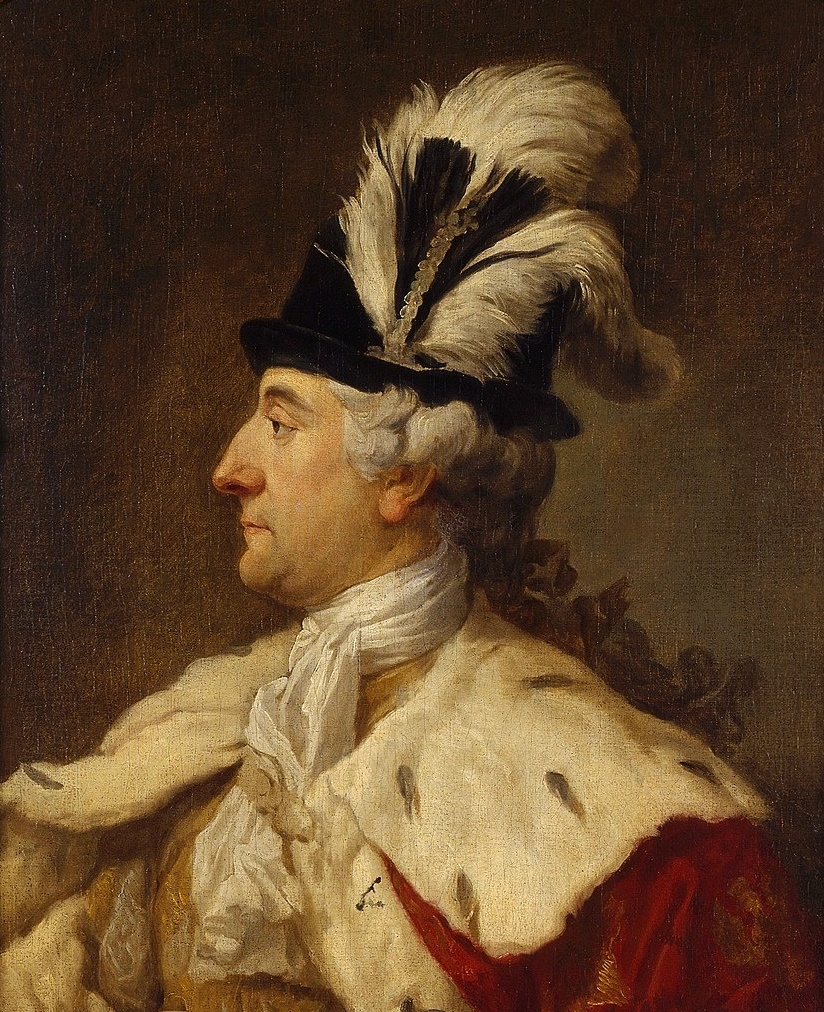
Понятовський (1732—1798), портрет в профіль
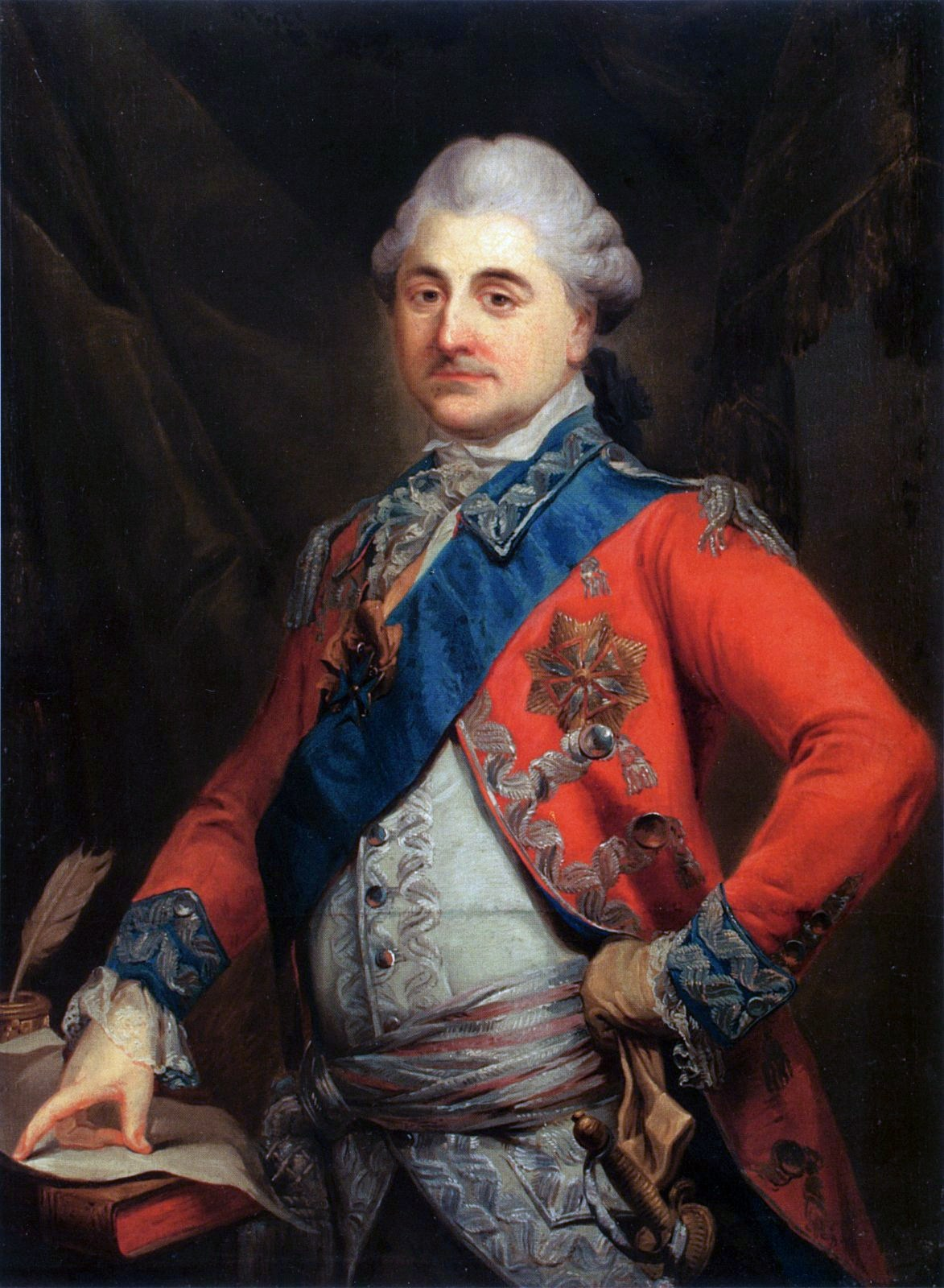
Король Станіслав Август, Львівська національна галерея мистецтв